# Rubens Antonio Dias
Rubens Antonio Dias, meglio noto come Rubens (Tumiritinga, 21 giugno 2001), è un calciatore brasiliano, centrocampista della Dinamo Mosca.

## Carriera
Cresciuto nel settore giovanile dell'Atlético Mineiro, ha esordito in prima squadra il 7 marzo 2021, disputando l'incontro del Campionato Mineiro vinto per 4-0 contro l'Uberlândia.

## Statistiche

### Presenze e reti nei club
Statistiche aggiornate al 19 giugno 2022.
| Stagione        | Squadra          | Campionato      | Campionato | Campionato | Coppe nazionali | Coppe nazionali | Coppe nazionali | Coppe continentali | Coppe continentali | Coppe continentali | Altre coppe | Altre coppe | Altre coppe | Totale | Totale |
| Stagione        | Squadra          | Comp            | Pres       | Reti       | Comp            | Pres            | Reti            | Comp               | Pres               | Reti               | Comp        | Pres        | Reti        | Pres   | Reti   |
| --------------- | ---------------- | --------------- | ---------- | ---------- | --------------- | --------------- | --------------- | ------------------ | ------------------ | ------------------ | ----------- | ----------- | ----------- | ------ | ------ |
| 2021            | Atlético Mineiro | M1/MG           | 1          | 0          | CB              | 0               | 0               | CL                 | 0                  | 0                  |             | -           | -           | 1      | 0      |
| 2022            | Atlético Mineiro | M1/MG+A         | 3+10       | 0          | CB              | 2               | 0               | CL                 | 3                  | 0                  | SB          | 0           | 0           | 18     | 0      |
| Totale carriera | Totale carriera  | Totale carriera | 14         | 0          |                 | 2               | 0               |                    | 3                  | 0                  |             | 0           | 0           | 19     | 0      |

## Palmarès

### Club

#### Competizioni nazionali
- Campionato brasiliano: 1

Atlético Mineiro: 2021

#### Competizioni statali
- Campionato mineiro: 5

Atlético Mineiro: 2021, 2022, 2023, 2024, 2025